# NGC 5890
NGC 5890 is een spiraalvormig sterrenstelsel in het sterrenbeeld Weegschaal. Het hemelobject werd in 1886 ontdekt door de Amerikaanse astronoom Ormond Stone.

## Synoniemen
- MCG -3-39-4
- NPM1G -17.0406
- IRAS 15150-1724
- PGC 54602